# Topliški potok
Topliški potok je pritok potoka Brestanica, ki se izliva se v Lokovški potok, ta pa se v bližini gradu Brestanica kot levi pritok izliva v reko Savo. Povirni krak Topliškega potoka je Brzinski graben.